# Maurica interrupta
Maurica interrupta är en fjärilsart som beskrevs av Leo Schwingenschuss 1935. Maurica interrupta ingår i släktet Maurica och familjen björnspinnare. Inga underarter finns listade i Catalogue of Life.